# Marfark
Marfark (auch Marfak; aus arabisch المرفق, DMG al-mirfaq ‚Ellbogen‘) ist der Eigenname des Sterns θ Cassiopeiae (Theta Cassiopeiae). Marfark hat eine scheinbare Helligkeit von +4,33 mag und gehört der Spektralklasse A7V an. Die Entfernung von Marfark beträgt ca. 130 Lichtjahre.